# Stugan Umeå
Stugan Umeå, stiliserat S T U G A N, är en svensk oberoende skivetikett baserad i Umeå. Etiketten grundades 2010 som ett sätt för instrumentalgruppen Folkvang att släppa sin första skiva men fungerade därefter även som förening för att arrangera musikevenemang på kårhuset Läkarvillan, då under namnet Stugan Akustik. Några år senare gjordes ett försök att omdana föreningen till en samlande musiketikett för delar av den indiemusikscen som då fanns i Umeå att släppa sina verk på. Flera av etikettens akter är associerade till en gemensam replokal och studio kallad Kloktornet, belägen Öst på stan i Umeå.

## Artister
- Allt är musik
- Djuriskt
- Folkvang
- Isak Falk
- Lesley
- Lovers Forgive Me
- Lågland
- My Sound of Silence
- Nattskärran
- Skator
- Skymningar
- Tre stående
- Vaken
- Videoapelsin